# Gundam Tactics: Mobility Fleet0079
Gundam Tactics: Mobility Fleet0079 (ガンダムタクティクス Mobility Fleet0079) est un jeu vidéo de stratégie développé et édité par Bandai en 1996 sur Pipp!n et Power Macintosh. C'est une adaptation en jeu vidéo de la série basée sur l'anime Mobile Suit Gundam. Il a été porté en 2002 sur PC,,,,.

## Portage
- PC (95, 98 et Me) : 2002, portage par DigiCube